# Rødvenfjord
De Rødvenfjord is een 9 km lange fjord in de gemeente Rauma in de Noorse provincie Møre og Romsdal.
Het is een arm van de Langfjord, vlak bij de aansluiting aan de Romsdalsfjord, die in zuidelijke richting verloopt. De ingang van de fjord ligt tussen het plaatsje Rødven op de westelijke en Åfarnes op de oostelijke oever, en ze eindigt bij het plaatsje Eidsbygda. 
De fjord is over het land bereikbaar via de Fylkesvei 64 (Provinciale weg 64), die langs de oostelijke oever naar Åfarnes loopt.